# Аптекарский сад (Киев)
Аптекарский сад — бывший парк в Киеве, учреждённый казной в конце 18 столетия на склонах Андреевской горы. Начинался от Чёртового Беремища (неподалёку от нынешнего фуникулёра) и простирался почти до горы Детинки.
В саду выращивали разные лекарственные растения, которые использовали аптеки города, в частности, одна из первых известных аптек в Киеве — аптека И. Гретера, стоявшая поблизости от сада.
Преимущественно лекарственные растения поступали на казённый «магазейный» склад аптеки на Подоле, главным провизором которой был отец композитора А. Л. Веделя.
В 19 столетии лекарственные растения из сада рассылали через Киевский «магазин аптекарских вещей», подчинённый казённой медицинской коллегии. Растения поступали, в частности, во все госпитали, которые были расположены на территории современной Украины.